# Petit-Fayt
Petit-Fayt és un municipi francès, situat a la regió dels Alts de França, al departament del Nord. L'any 2006 tenia 283 habitants. Es troba a 100 km de Lilla, Brussel·les o Reims (Marne), a 45 km de Valenciennes, Mons (B) o Charleroi (B) i a 10 km d'Avesnes-sur-Helpe. Limita amb Cartignies i Grand-Fayt.

## Demografia
| 1962                                       | 1968 | 1975 | 1982 | 1990 | 1999 |
| ------------------------------------------ | ---- | ---- | ---- | ---- | ---- |
| 192                                        | 240  | 226  | 253  | 273  | 260  |
| Des de 1962: població sense dobles comptes |      |      |      |      |      |

## Administració
| Període   | Identitat      | Partit |
| --------- | -------------- | ------ |
| 1987-1997 | Michel Louguet |        |
| 1997-     | Claude Royaux  |        |

## Galeria d'imatges

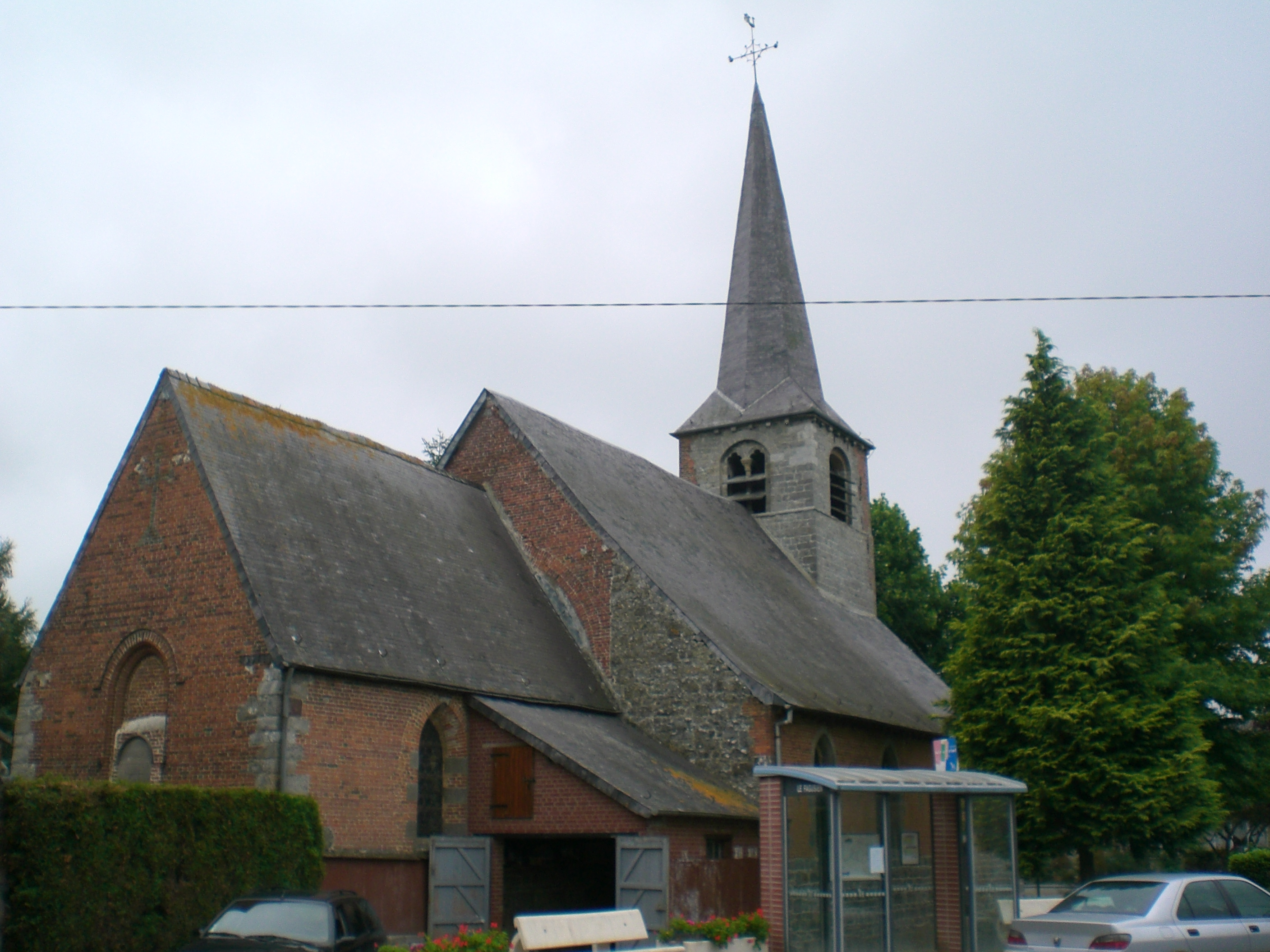
Església
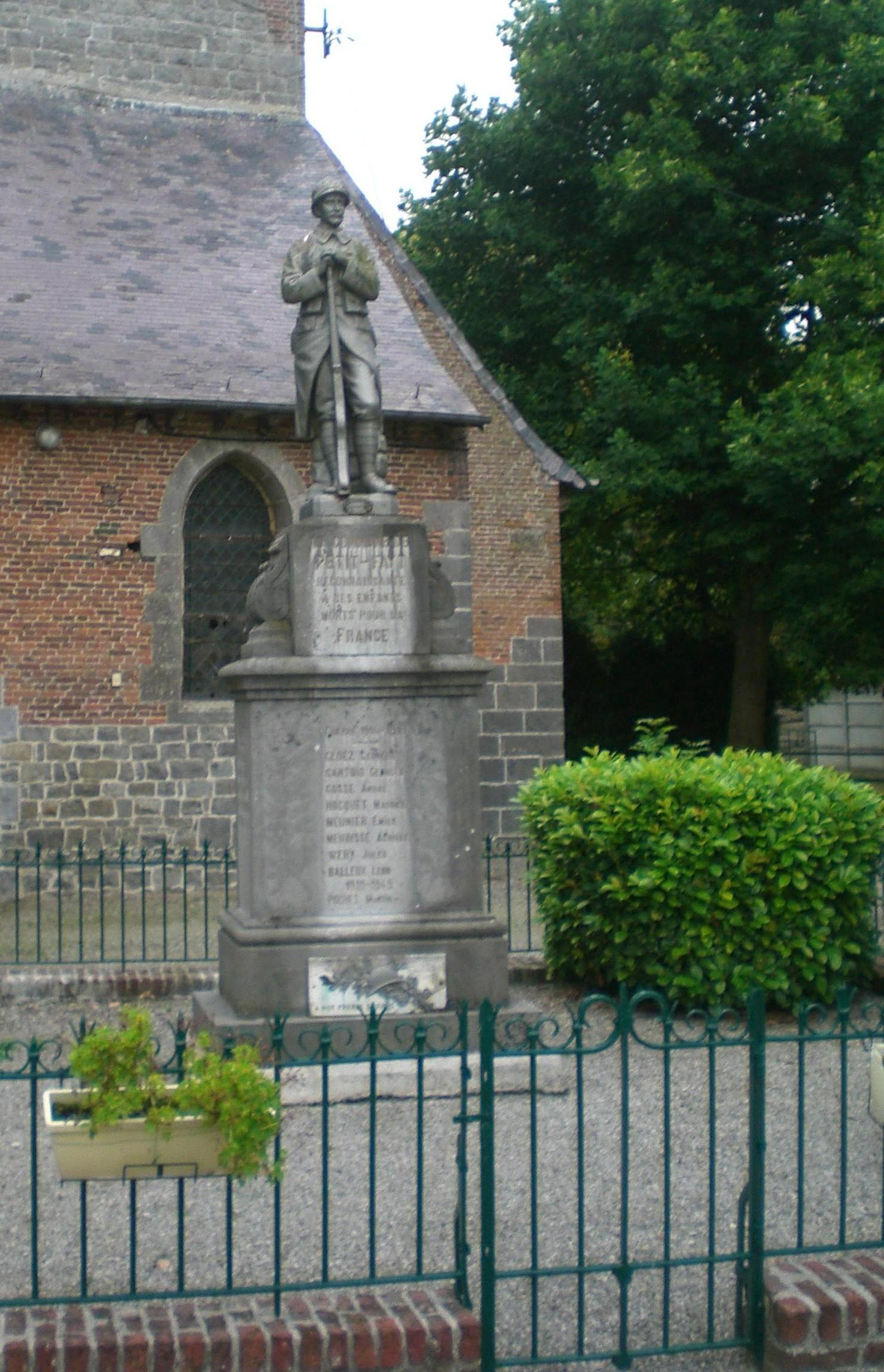
Monument als morts
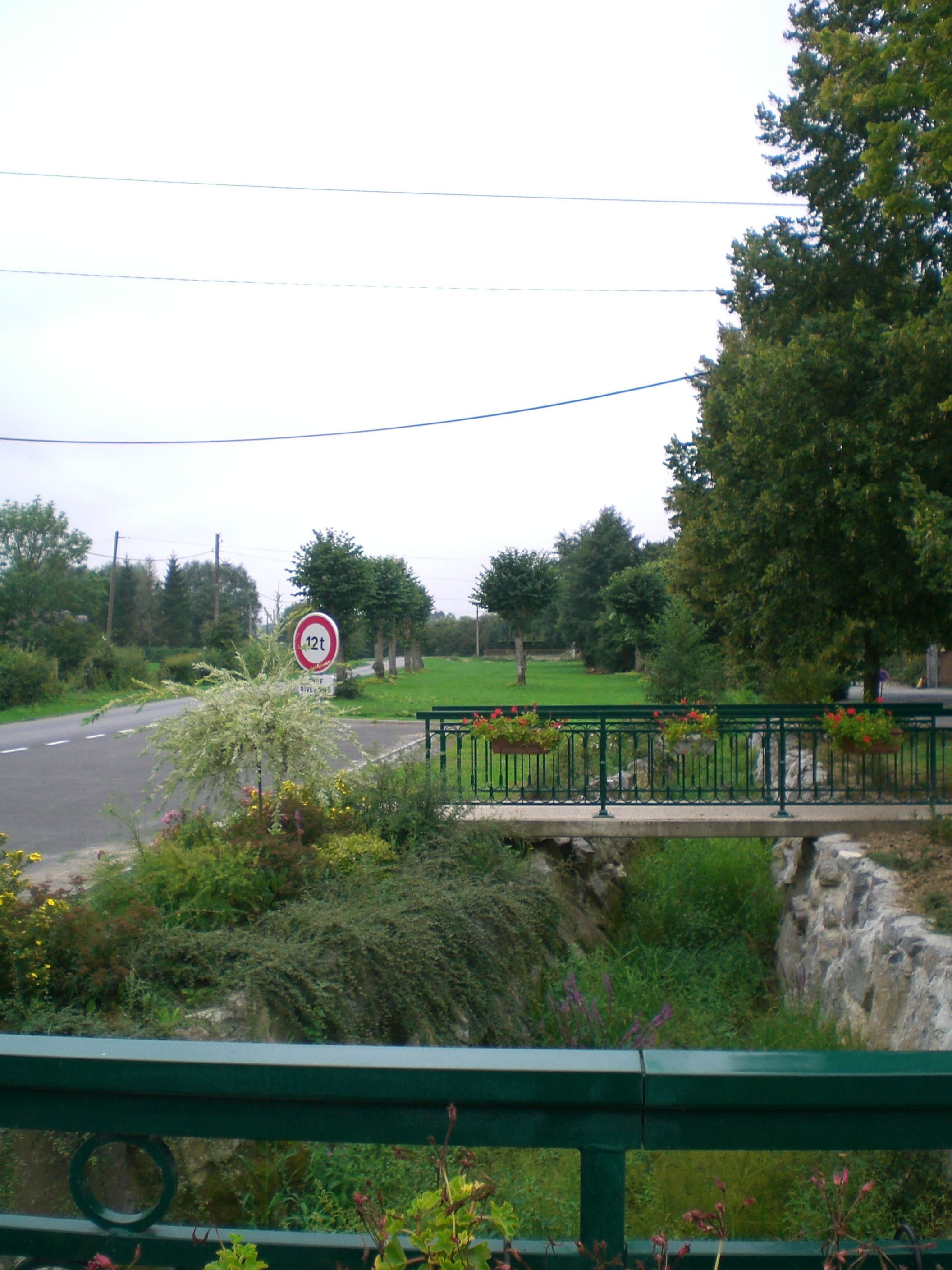
Carrer